# Adri van Bavel
Adri van Bavel is een Belgisch voormalig korfballer.

## Levensloop
Van Bavel startte zijn korfbalcarrière op 11-jarige leeftijd bij Boeckenberg waar hij de jeugdreeksen doorliep. Nadien was actief bij Sikopi en Mercurius. Tevens maakte hij deel uit van het Belgisch nationaal team, waarmee hij goud won op het wereldkampioenschap van 1991 Het was de eerste (en vooralsnog enige) keer dat de nationale ploeg Nederland kon verslaan in een finale op een WK. Ook nam hij met de nationale ploeg deel aan de Wereldspelen van 1989. Van Bavel verzamelde in totaal 45 caps.
Na zijn spelerscarrière was hij actief als scheidsrechter en vervolgens als korfbalcoach. Zijn trainerscarrière begon hij als jeugdtrainer bij Sikopi. Vervolgens ging hij aan de slag bij KV Volharding, Blauw-Wit, Appels KC, KC Temse, Scheldevogels, Sikopi,  en wederom Sikopi en Paars-Wit/Temse.
Hij is de vader van Arne van Bavel en Jitte Van Bavel, eveneens actief in het korfbal.